# Josef Guntermann

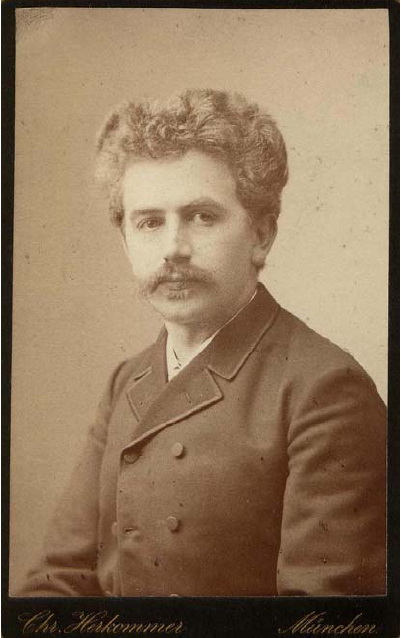
Josef Guntermann

Josef Guntermann (* 7. April 1856 in Assinghausen; † 5. Oktober 1932 in München) war ein deutscher Künstler, der vor allem religiöse Werke häufig im Stil der Nazarener schuf.

## Leben
Er war zunächst kaufmännisch tätig, ehe er in Werl eine Lehre als Kirchenmaler begann. Danach führte er erste Werke im Sauerland aus. Auf Vermittlung des Pfarrers Behrens aus Rumbeck kam er in Kontakt mit der Beuroner Kunstschule. Mit anderen war er zwischen 1880 und 1885 mit der Ausschmückung der Abtei Emaus in Prag beschäftigt. Im Jahr 1885 ging er nach München. Er wirkte auch weiterhin im Sauerland. Seine Arbeiten existieren heute noch in Rumbeck, Allendorf, Meschede und Büren.
In Meschede schuf er zwischen 1885 und 1887 Kreuzwegstationen. Am Ende des Zweiten Weltkrieges wurden die Stationen stark beschädigt, später aber wieder restauriert. In Meschede restaurierte er auch das alte Altarbild der Stiftskirche. Er schuf auch das Bild „Der kreuztragende Heiland“, das gedruckt eine weite Verbreitung fand. Für die Kirche in Rumbeck schuf er 1888 ein Altarbild. Ein Jahr später folgte das Altarbild in Allendorf und ein Abendmahlbild in Büren. Weitere Bilder dieser Zeit befanden sich in Weiberg und Allendorf. Ab 1890 war er mit der Ausgestaltung der Kirche St. Lorenz in Erfurt beschäftigt. Es folgte 1891 die Ausmalung der Kirche in Assinghausen. Dort schuf er auch einen Kreuzweg. Zwischen 1892 und 1894 schuf er Wandbilder für die Liebfrauenkirche in Dortmund. Sein bedeutendstes Werk war die Ausmalung der Kuppel mit einem Monumentalgemälde in der Aussegnungshalle auf dem Ostfriedhof in München. Damit war er zwischen 1896 und 1900 beschäftigt. Aus eigenen Mitteln stiftete er 4000 Mark für die Vergoldungen. Das Werk wurde während des Zweiten Weltkrieges zerstört und nicht wieder hergestellt.
In dieser Zeit machte er verschiedene Studienreisen nach Italien. Die Reputation, die er mit der Gestaltung der Münchener Aussegnungshalle erworben hatte, brachte Guntermann zahlreiche Aufträge ein. Er arbeitete für St. Ottilien. Zwischen 1902 und 1905 schuf er in staatlichem Auftrag Wandgemälde auf dem Schlossberg bei Rosenheim. Er hatte außerdem Aufträge in Iserlohn, Würzburg, Erfurt, Erding, München und Augsburg. Für den Dom in Paderborn schuf er ein Josefsbild. Wohl nach dem Ersten Weltkrieg kamen für Assinghausen und Fleckenberg „Kriegerehrungen“ hinzu. Eine seiner letzten Arbeiten war die Ausmalung der Studienkirche in Kloster Ettal.
Er lebte ausschließlich für die Kunst und hat nie geheiratet. Von Papst Pius XI. wurde er zum Ritter des Gregoriusordens ernannt. Er starb in einem Altersheim in München.